# ولاية كوليما
كوليما (بالإسبانية: Colima)‏ واسمها رسميا ولاية كوليما الحرة وذات السيادة (بالإسبانية: Estado Libre y Soberano de Colima)‏، هي إحدى ولايات المكسيك الواحدة والثلاثين. وتشترك في هذا الاسم مع عاصمتها والمدينة الرئيسية فيها.
كوليما هي ولاية صغيرة في غرب المكسيك على وسط ساحل المحيط الهادئ، وتتبعها جزر ريفياخيخيدو الأربعة في المحيط. يشترك البر الرئيسي لولاية كوليما في الحدود مع ولايات خاليسكو وميتشواكان. والمدن الرئيسية بالإضافة إلى العاصمة كوليما، هي مانزانيلو وتيكومان. كوليما هي رابع أصغر ولاية في المكسيك وبها أقل عدد من السكان، ولكنها تمتلك إحدى أعلى مستويات المعيشة وأدنى معدلات البطالة في البلاد.

## أعلام
- ميغيل ميسيل رييس
- ألفونسو ميشيل
- راؤول إنريكيز
- روخيليو رويدا سانشيز
- ميغيل دي لا مدريد